# Супергерой

Бэтмен и Супермен, одни из самых узнаваемых и культовых супергероев. Рисунок Алекса Росса и Джима Ли

Супергеро́й (англ. Superhero) — персонаж, наделённый неординарными физическими способностями (суперсилой), которые он использует для совершения подвигов во имя общего блага. После дебюта в 1938 году прототипического супергероя Супермена в серии DC Comics короткие эпизодические истории сменились многолетними и многосерийными сагами. Такой формат стал доминирующим для американских комиксов, а после и в других медиа.
Согласно большинству определений, персонажи не обязательно должны обладать сверхчеловеческой силой, чтобы называться супергероями, хотя существует термин герой в маске (англ. costumed crimefighter), обозначающий персонажа, который не наделён суперсилой, но отвечает представлениям о супергероях.
Вариация написания super hero является торговой маркой, совладельцами которой являются DC Comics и Marvel Comics. Само слово супергерой восходит к 1917 году.
Супергерои — персонажи, в основном, американских комиксов. Популярны также супергеройские фильмы — в XXI веке они стали одним из самых прибыльных жанров кино.

## История супергероев

### Предшественники супергероев
В мифологиях многих древних цивилизаций есть пантеоны богов и богинь со сверхчеловеческими силами, а также полубоги вроде Геракла, и такие герои, как Гильгамеш и Персей.
Позже герои фольклора, такие как Робин Гуд и протагонисты викторианской литературы XIX века, такие как замаскированный авантюрист Алый Первоцвет представляли то, что стало такими обычаями супергероев, как тайные личности. Дешёвые приключенческо-детективные романы, радиопрограммы и другая популярная фантастика конца XIX — начала XX века представляли загадочных лихих героев с отличительными костюмами, тайными личностями, необычными способностями и альтруистическими миссиями. В их числе Зорро, «одинокий рейнджер», Зелёный Шершень, Пугало Ромни-марш и Джек-пружинки-на-пятах, последний из которых впервые появился как городская легенда. Аналогично, научно-фантастический герой Джон Картер с Марса, с футуристическим оружием и приспособлениями; Тарзан, с высокой степенью атлетизма и силы и способностью общаться с животными; и биологически изменённый Хьюго Дэннер из романа «Гладиатор» были героями с необычными способностями, сражавшимися с иногда нереальными врагами.
Самые прямые предшественники — борцы с преступностью из pulp-журналов, вроде «наивысшего человека» Дока Сэведжа, необычно гипнотического Тени и Паука — и персонажи рассказов в картинках вроде Хьюго Геркулеса, Попая и Фантома. Первым борцом с преступностью в маске, созданным для комиксов, был Час художника-автора Джорджа Бреннера, дебютировавший в Funny Pages том 1 #6 (нояб. 1936) от Centaur Publications. В плане персонажей со сверхсилами многие историки считают первое появление Супермена в Action Comics #1 (июнь 1938) моментом, с которого начался архетип комиксов.
Перак был городской легендой, возникшей в Праге во время немецкой оккупации Чехословакии в разгар Второй мировой войны. В течение десятилетий после войны Перак также изображался как единственный чешский супергерой в кино и комиксах.

## За пределами США
Были успешные супергерои и в других странах, большинство из которых схожи с американской моделью. Примеры включают Кибершестёрку из Аргентины, Капитана Канука из Канады и героев AK Comics из Египта.
Япония — единственная страна, приближающаяся к США по выпуску супергероев. Более ранние носили шарфы, либо в дополнение к плащам, либо как их замена, и шлемы вместо масок. Полуночная Маска, Ультрамен, Камэн Райдер, Супер Сентай (основа для серии Могучие рейнджеры), Металлические герои и Кикайдер стали популярны в японских шоу токусацу, а Научная команда ниндзя Гатчаманы, Кассхан, Гайвер и Сэйлормун — восходят к основам японских аниме и манги. Однако большинство японских супергероев более недолговечны. В то время как американские развлекательные компании обновляют и переделывают своих персонажей, надеясь сохранять их популярными десятилетиями, японские увольняют и вводят новых супергероев быстрее, обычно на ежегодной основе, чтобы сократить товарные группы.
В 1947 филиппинский автор-мультипликатор Марс Равело создал первую азиатскую супергероиню Дарну, юную филиппинскую крестьянку, нашедшую мистический камень-талисман с другой планеты, который позволяет ей превращаться во взрослую женщину-воина. Она была первой независимой супергероем женщиной в мире, получившей собственный полнометражный фильм в 1951, и стала культурным явлением на Филиппинах.
Британские супергерои начали появляться в Золотом веке, вскоре после того как первые американские супергерои стали популярными в Великобритании. Большинство оригинальных британских героев были ограничены журналами комиксов-антологиями, вроде Lion, Valiant, Warrior и 2000AD. Марвелмен, известный в Северной Америке как Волшебник, вероятно, самый известный оригинальный британский супергерой (хотя он был в большой степени основан на Капитане Марвеле). Популярный в 1960-х, британские читатели полюбили его, и современные авторы комиксов из СК Алан Мур и Нил Гейман возродили Марвелмена в серии, переосмыслившей персонажа в более серьёзном русле, настрой, преобладающий в более новых британских героях, таких как Зенит.
Во Франции, где комиксы известны как Bande Dessinée, букв. рассказ в рисунках и считаются настоящим видом искусства, Editions Lug стал переводить и издавать комиксы Marvel в журналах-антологиях с 1969. Вскоре Lug начал представлять собственных героев наряду с историями Marvel. Некоторые были сделаны по образцу их американских аналогов (как трио гарвардских энтомологов-олимпийских атлетов Микрос, Салтарелла и Крабб или ЩИТообразная сага о СХВАТКА), тогда как другие давали волю более странному, как метаморф-инопланетянин Вампус. Многие были недолговечными, но другие равнялись их вдохновителям в продолжительности и были объектом перепечаток и возрождений, как Фотоник. Также с 19 декабря 2015 года существует французско-южнокорейский мультсериал «Леди Баг и Супер-Кот», созданный совместно с японской студией «Тоei Animation» и повествующий о девушке Маринетт и юноше Адриане, благодаря волшебным « Камням Чудес» получившим способность превращаться в супергероев.
В Индии Raj Comics, основанная в 1984, владеет несколькими супергероями, такими как Наградж, Дога и Супер Коммандо Дхрува, которые несут индуистские идеи морали и включают индийские мифы. В числе индийско-индуистских фильмов о супергероях Мистер Индия, Шива и Крриш.
Кошка-Коготь — супергерой, созданная парой сербских художников и авторов комиксов.

### В России
В 2006 году вышел российский фильм «Меченосец» по одноимённому роману Евгения Даниленко, рассказывающий о парне, обладающим способностью выпускать из правой руки лезвие меча. Но этот персонаж скорее не герой, а антигерой. Он психически неуравновешен и без всякого сомнения убивает людей.
В 2009 году вышел фильм «Чёрная молния» о русском супергерое, не обладающем сверхспособностями, но владеющем летающим автомобилем на ракетном двигателе. Планировались съёмки продолжений и англоязычного ремейка, но в итоге эти идеи не были осуществлены.
Также с 2011 года в России существует издательство «Bubble Comics». Под началом «Bubble» выходят серии комиксов о российских супергероях, таких как путешественник во времени Андрей Радов (Инок), охотник на нечисть Бесобой, Метеора — легендарная космическая контрабандистка, гениальный следователь из Санкт-Петербурга Игорь Гром, лучшая в мире воровка по прозвищу Красная Фурия и множество других персонажей на любой вкус. Об Игоре Громе выпущено два фильма — «Майор Гром», короткометражная кинолента 2017 года, и полнометражный «Майор Гром: Чумной Доктор», который вышел в российский прокат в апреле 2021 года.
В 2016 году вышел пародийный фильм «СуперБобровы», в котором метеорит, упавший на Землю, даровал семье Бобровых и другу семьи Олегу сверхспособности: бессмертие, суперсилу, невидимость, способность летать, телепортацию и умение пускать воду из пальца. Но Бобровы и Олег употребили свои сверхспособности не во благо, а во зло, захотев ограбить банк. Так что они скорее являются суперзлодеями, нежели супергероями.
В 2017 году вышел российский фильм «Защитники» о команде советских супергероев Арсусе (человек-медведь), Лере (человек-земля), Хане (человек-ветер) и Ксении (девушка-вода). Фильм стал одним из самых крупных провалов в истории российского кино, получив разгромную критику (в том числе за обширный плагиат) и неутешительные кассовые сборы.

## Супергероини
Первое появление женщины-супергероя относят к февралю 1940 года и автору комиксов Флэтчеру Хэнксу и его героине Фантоме (англ. Fantomah). Её способности заключались в умении превращаться в некое черепообразное существо. Опубликована история была в Fiction House’s Jungle Comics #2.
Невидимка Скарлет О`Нилл. появилась в 1940 году в полоске комиксов газеты Syndicated Newspaper. В авторах числится Рассел Стамм.
В противовес этим героиням на сцену выходит Чёрная Вдова — слуга Сатаны. Mystic Comics #4 (август 1940), Издательства Timely Comics (предшественник ныне известного Marvel)
Не имеющие суперспособностей герои вроде Фантома и Бэтмена также были и среди женщин. Женщина в красном, представленная Standard Comics' Thrilling Comics #2 (в марте 1940); Леди удача, дебютировавшая в воскресной газете с полоской комиксов The Spirit Section 2 июня, 1940; комедийный персонаж Красный Торнадо (англ. Red Tornado) , Впервые представленная All-American Comics #20 (в ноябре 1940); Мисс Ярость (англ. Miss Fury), из полоски комиксов в издании The eponymous, подаренная нам художницей Тарпи Миллс (англ. Tarpé Mills) 6 апреля , 1941; Девушка Фантом (англ. Phantom Lady), представленная в Quality Comics Police Comics #1 (август 1941); и Чёрная кошка (англ. Black Cat), изданная в Harvey Comics' Pocket Comics #1 (так же в августе 1941).
К примеру, не обделённая суперспособностями Нельвана (англ. Nelvana) из The Northern Lights появилась уже в Канадском издательстве Hillborough Studio’s в номере Triumph-Adventure Comics #1 (Август 1941). Мисс Победа (англ. Miss Victory) с её нечеловеческими силами увидела свет в комиксах Холиоки (англ. Holyoke) в том же месяце, а позже героини были удочерены компанией A.C. Comics.
Первой узнаваемой героиней стала Чудо-женщина (англ. Wonder Woman), ставшая брендом DC Comics. Она была создана психологом по образованию Уильямом Мултоном Марстоуном (англ. William Moulton Marston) не без участия его жены Элизабет. Появилась Чудо-женщина в All Star Comics #8 в январе 1942.
Начиная с конца 1950x, DC запустило целый конвейер, с которого сошли Девушка-ястреб (англ. Hawkgirl), Супергёрл (англ. Supergirl), Бэтвумен (англ. Batwoman) и позже Бэтгёрл (англ. Batgirl), Все — женские версии существовавших ранее героев.
Начиная с 1960-х, следуя примеру Чудо-женщины, в Лигу Справедливости постоянно включают как минимум одну супергероиню, аналогично этому в Фантастической четвёрке прописалась Невидимая Леди, а в Людях Икс — Чудо-девушка (англ. Marvel Girl). В Мстителях аналогичный пост занимали Оса и Алая Ведьма. Вторая Волна феминизма в Америке ознаменовала новую эру. Так Невидимая леди из Четвёрки стала более самостоятельным и смелым супергероем, а Чудо-девушка гораздо более могущественной Феникс (англ. Phoenix).
Дальше вышли в мир Электра, Женщина-кошка, Клинок ведьмы и Девушка-паук.

## Примеры персонажей
Хотя типичный супергерой описан выше, было создано множество супергеройских персонажей, и многие нарушают обычную схему:
- Росомаха демонстрировал желание убивать и проявлять антисоциальное поведение. Он принадлежит к подклассу морально противоречивых антигероев, более грубых и жестоких, чем классические супергерои. В числе других Каратель, Зелёная стрела, Охотница, Джон Константин, Блэйд, Красный колпак и, в некоторых воплощениях, Бэтмен. Нэмор-подводник — самый ранний пример этого архетипа, изначально появившийся в 1939. Некоторые, вроде Росомахи, Дэдпула и Сорвиголовы, часто раскаиваются в своих действиях, тогда как другие, вроде Карателя или Роршаха, не оправдываются;
- Хотя многие супергерои принимаются обществом, которое они защищают, некоторые, как Человек-паук, Аутсайдеры и Люди Икс, в целом рассматриваются с недоверием, подозрением или неодобрением частью прессы и широкой общественностью;
- Некоторые супергерои были созданы и нанимались правительствами наций для службы их интересам и защиты нации. Капитан Америка был снаряжён армией США и работал на неё во Второй мировой, а Отряд Альфа — команда супергероев, собранная и обычно управляемая рукой канадского министерства обороны. Абсолюты (Ultimates), в частности, работают прямо на правительство США и используются как метафора военной и политической силы США. Дикий Дракон, по сути, уникален тем, что начал карьеру супергероя как оперативник полиции, а не костюмированный самосудец. Чудо-женщина в повседневной жизни работает на правительство агентом;
- Многие супергерои никогда не имели тайной личности, например Люк Кейдж или члены Фантастической четвёрки. Другие, некогда имевшие тайную личность, как Капитан Америка и Сталь, позже открыли свои личности обществу. Третий Флэш и Железный человек — редкие примеры «публичных» супергероев, вернувших свои тайные личности;
- Халк обычно определяется как супергерой, но у него со своим вторым «я» отношения Джекила-Хайда. Приходя в ярость, учёный Брюс Бэннер становится сверхсильным Халком, созданием с малым умом и самоконтролем. Часто его действия невольно или намеренно приводили к огромным разрушениям. Как результат, на него охотятся армия и другие супергерои;
- Хотя большинство супергероев традиционно обрели способности через научные случайности, магические средства или суровое обучение, Люди Икс и родственные персонажи являются генетическими мутантами, чьи способности проявляются естественным путём в пубертат. Мутанты чаще имеют трудности в управлении своими силами, чем другие супергерои, и преследуются как группа;
- Некоторые супергеройские личности использовались более чем одним лицом. Персонаж (часто соратник или член семьи) принимает имя и миссию другого, после того как первый умирает, отходит от дел или берёт новую личность. Флэш, Синий жук и Робин — известные мантии, передававшиеся от одного персонажа другому. Зелёный Фонарь и Нова — стандартные звания для тысяч членов их соответствующих межгалактических «корпусов полиции». Фантом и Чёрная пантера — династические супергерои множества поколений. Супергероев, унаследовавших свои роли или взявших их по примеру родственника или предка, называют потомственными героями;
- Тор, Геркулес, и Арес — мифические боги, пере истолкованные как супергерои. Чудо-женщина, хотя не богиня, — член племени амазонок, основана на Диане, богине из Римской мифологии и обладает многими богоподобными силами;
- Спаун, Эдриган, Призрачный гонщик и Хеллбой — настоящие демоны, волею обстоятельств вынужденные быть силами добра;
- Супермен, Супергёрл, Старфайр, Серебряный Сёрфер, Бета Рэй Билл, Марсианский охотник, и Капитан Марвел (персонаж Marvel Comics) — инопланетяне, либо навсегда, либо временно взявшие на себя задачу защищать планету Земля. Адам Стрэндж, напротив, — землянин, защищающий планету Ранн;
- Некоторые персонажи балансируют на линии между супергероем и злодеем из-за постоянного или временного изменения характера или из-за сложного индивидуального морального кодекса. В их число входят Джаггернаут, Эмма Фрост, Женщина-кошка, Электра, Чёрный Адам и Веном. Это изменение часто совпадает с побочной серией, в которой персонаж должен быть располагающим протагонистом. Громовержцы — команды, состоящие, в основном, из бывших злодеев, действующих как супергерои;
- Заглавные персонажи сериала «Гаргульи» — могущественные создания-воины с инстинктивной потребностью защищать свою территорию и живущих на ней существ, хотя эта потребность может широко пониматься отдельными лицами;
- Героические Автоботы из Трансформеров, хотя часто помогают людям, чаще заняты боем за энергию с Десептиконами. Мультсериал «Transformers Animated» необычен тем, что Автоботы выполняют более традиционные супергеройские обязанности, помимо битв с Десептиконами;
- «Чёрная молния» — первый российский супергерой, который стал персонажем фильма. Не обладая никакими сверхспособностями, имеет летающую «Волгу», с помощью которой и творит правосудие;
- Первым из известных на сегодняшний день супергероев-мусульман является Кисмет (Халил Кисма), агент союзников в оккупированной фашистами Франции с алжирскими корнями, созданный коллективом авторов под общим псевдонимом Омар Тархан. Он впервые предстал перед читателями в первом номере Bomber Comics (издатель — Elliot Publishing Company[англ.]) за 1944 год. В серии Bomber Comics вышло всего четыре номера, однако в 2015 году персонаж, к тому времени уже ставший общественным достоянием, появился в сборнике «Broken Frontier Anthology», а в ноябре 2018 года издательство A Wave Blue World опубликовало графический роман о Кисмете за авторством сценариста Аарона Дэвида Льюиса[англ.] и художников Наташи Альтеричи, Ноэля Туазона и Роба Кроненборгза[6][7].

## Статус товарного знака
Большинство словарных определений и использований в быту нарицательны и не ограничены персонажами конкретной компании или компаний.
Тем не менее, вариации термина «Супергерой» совместно приватизированы DC Comics и Marvel Comics как товарный знак. Регистрации знаков «Супергерой» поддерживаются DC и Marvel с 1960-х.
Совместные торговые марки, разделяемые конкурентами, в США — редкость. Критики в правовом сообществе спорят, соответствуют ли знаки «Супергерой» правовой норме о защите торгового знака в отличительном местоположении единственного источника продукта или услуги. Полемика идёт из-за каждого элемента этой нормы: является ли «Супергерой» особенностью, а не жанром, определяет ли «Супергерой» источник продуктов или услуг и совместно ли DC и Marvel представляют единственный источник. Некоторые критики ещё больше порицают марки как злоупотребление закона о торговых знаках с целью охладить конкурентов.
В 2024 году Бюро по патентам и товарным знакам США аннулировало права DC и Marvel на товарный знак «Super Hero», тем не менее, на данное время у DC и Marvel остаются права на товарные знаки «Super Heroes» и «Super-Villain».
America’s Best Comics, изначально импринт Wildstorm'а, использовал термин «научный герой», придуманный Аланом Муром.

## Критика
Почти с момента появления супергероя в комиксах концепция была под огнём критиков. Публикация «Соблазнение невинности» психиатра Фредрика Вирхама (1954) предполагала, что в комиксах о супергероях существовал сексуальный подтекст и включала знаменитые обвинения, что Чудо-женщина пропагандировала женское доминирование.
Автор Ариэль Дорфмен критикует предполагаемые классовые уклоны многих супергеройских рассказов в нескольких своих книгах, включая «Старое платье императора: что Одинокий рейнджер, Бабар и другие невинные герои делают с нашим разумом» (1980). Марксистские критики, такие как Мэттью Вольф-Мейер («Мир, который создал Озимандиас») и Джеймс Диттмер («Тирания сериала»), часто отмечают, что не только супергерои, пожалуй, представляют правящий класс, но просто защищая мир как есть, они успешно мешают ему измениться и тем самым заключают его в статусе-кво. Некоторые современные критики более сосредоточены на истории и развивающейся природе концепции супергероя, как в «Супергерой: тайное происхождение жанра» (2006) Питера Кугана, но политическо-идеологические анализы всё ещё весьма присутствуют в области.
Идея супергероя также была исследована в нескольких положительно воспринятых графических новеллах. «Луч смерти» (2004) Дэниела Клауэса исследует идею супергероя как не-костюмированного мизантропа и серийного убийцы, а «Джимми Корриган, умнейший ребёнок Земли» Криса Вэйра преображает архетип Супермена как неровный богоподобный тип.

## Пародии и подражания
Чёрный Плащ является пародийным супергероем во вселенной Дональда Дака.
В американском флэш-хоррор-сериале Happy Tree Friends присутствует белка-летяга Сплендид, являющаяся супергероем, однако всегда попытки Сплендида спасать зверят оканчиваются для них смертью, причём сам «супергерой» неуязвим. В эпизоде «Gems the breaks» погибает от криптоореха (англ. Cryptonut — пародия на криптонит, слабость Супермэна) В спин-оффе Ka-Pow! имеет двойника-врага — Сплендонта.
Мультсериал Тик-герой высмеивает и пародирует комиксы про супергероев и суперзлодеев.
В мультсериале «Червяк Джим» супергероем является гигантский червяк Джим, а его подручным — говорящий щенок Питер, который в приступе ярости превращается в красного монстра (пародия на Халка).
Дэдпул, являясь супергероем (антигероем), в некотором роде пародирует супергеройские штампы.
В некоторых произведениях обыгрывается идея подражания супергероям.
Примеры:
- Фильм «ЗащитнеГ»;
- «Пипец» — серия комиксов и снятый по ним фильм.

В реальной жизни также находятся подражатели, этот феномен даже получил свой термин «Real-life superheroes (RLSH)».